# Équipe de Suède de bandy
L'équipe de Suède de bandy participe aux Championnats du monde de bandy depuis la première édition en 1957. L'équipe a toujours figuré sur le podium et a gagné les championnats à 10 reprises. La Suède a aussi remporté les premiers championnats du monde féminins en 2004 et a toujours remportés ces championnats depuis cette date.
Lors des championnats du monde 2009, la Suède remporte la finale contre la Russie. Le pays répète cette victoire lors des championnats 2010, cette fois-ci à Moscou et remporte pour la première fois une édition des championnats du monde qui a lieu dans la capitale russe. Il s'agit de la dixième victoire dans les championnats du monde pour la Suède.
Le record de sélections dans l'équipe senior messieurs appartient par l'ancien joueur Per Fosshaug qui a joué pour l'équipe 129 fois.